# Silvio Gazzaniga
Pour les articles homonymes, voir Gazzaniga.
Silvio Gazzaniga (né le 23 janvier 1921 à Milan et mort le 31 octobre 2016 dans la même ville) est un sculpteur italien contemporain.

## Biographie

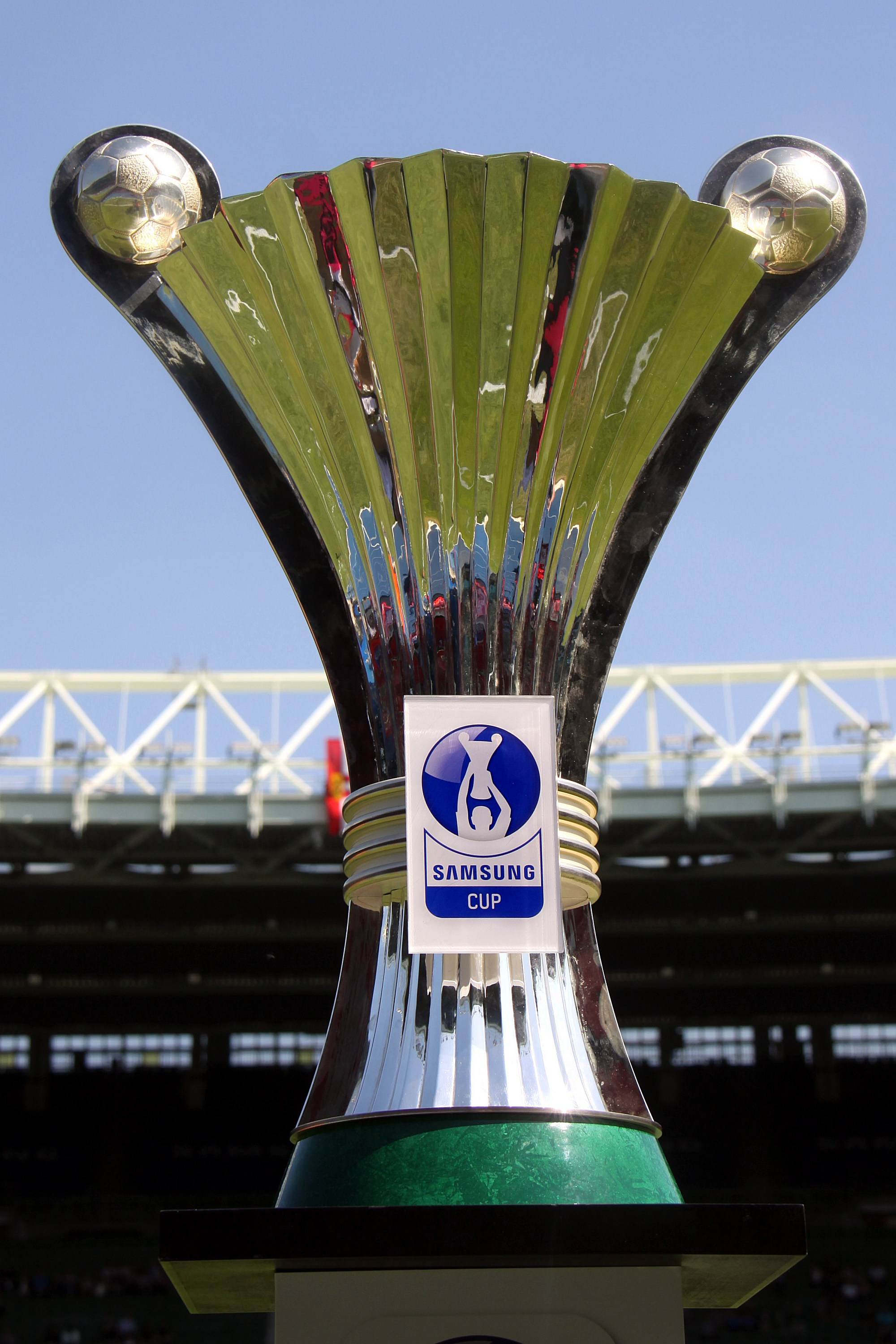
Coupe de football autrichienne (2011-2012) dessinée par Silvio Gazzaniga.

Silvio Gazzaniga a notamment dessiné les trophées de la Coupe du monde de football, de la Coupe UEFA et de la Supercoupe de l'UEFA. Ces trophées sont réalisés par Bertoni à Milan.